# 中国共産党中央弁公庁警衛局
中国共産党中央弁公庁警衛局（ちゅうごくきょうさんとうちゅうおうべんこうちょうけいえいきょく、中国語: 中共中央办公厅警卫局、英語: Central Guard Bureau）は、中国共産党中央委員会の施設（中南海等）警備・要人警護を担当する中国共産党中央弁公庁の部署。中国版シークレット・サービス。第9局とも称する。職員数は、約2千人。

## 歴史
中華人民共和国建国後、中国の要人警護は、公安部第8局が担当していた。1953年、公安部内に中共中央の警備・警護を専門にする第9局が設置され、第8局はそれ以外の警備・警護を担った。
1964年、第8局と第9局が統合され、中共中央弁公庁第9局（対外的には公安部第9局）が設置された。この際、第9局は内部安全を担当し、中央警衛団（8341部隊）が外部安全を担当することとされた。
1969年10月、中ソ対立の影響を受けて、毛沢東は、警備・警護体制を軍事組織に改編し、警衛局（第9局）を警衛処に縮小し、後に警衛処と中央警衛団を統合した。
1977年、文化大革命の終結により、警衛処は、警衛局に改編された。
1990年代、公安部内に第8局（公安部警衛局）が復活し、公安警衛部隊を指揮下においているが、所掌範囲は以前とほぼ同様である（中共中央以外の警備・警護）。

## 機構
警衛局の機構は、1977年の改編後も軍事組織の色彩が残されており、軍級単位に相当する。警護要員（警衛一処、二処の職員）は、北京衛戍区の軍人から選抜される。
- 局本部（司令部）
  - 警衛一処
  - 警衛二処
  - 軍訓処
  - 軍務処
- 弁公室
  - 秘書処
  - 通訊処 - 後に第39局として中央弁公庁直轄となる。
  - 供応処
  - 門診部
- 政治部
  - 組織処
  - 保衛処
  - 幹部処
  - 宣伝処
- 後勤部
  - 交通処
  - 管理処

この外、警衛局は、中央警衛団（8341部隊）の指揮権も有する。